# Pierre Cullaz
Pierre Cullaz (* 21. Juli 1935 in Paris; † 1. Januar 2014) war ein französischer Gitarrist und Cellist des Modern Jazz.

## Leben
Pierre Cullaz war der Sohn von Maurice Cullaz und der ältere Bruder von Alby Cullaz. Nachdem er zunächst Klavier und Cello gelernt hatte, wechselte er 1949 zur Gitarre als Hauptinstrument. Seine Karriere als Profimusiker begann er 1956/57 bei Michel Hausser. 1958/59 arbeitete er im Trio des Pianisten Art Simmons, das im Pariser Mars Club auftrat. Nach seinem Militärdienst spielte er in der Bands von Martial Solal (1962) und Eddy Louiss (1964/65). Während der 1960er Jahre gehörte er mit Raymond Gimenes dem Ensemble Guitars Unlimited an, das u. a. mit der Bands von Claude Bolling, André Hodeir und Ivan Jullien zusammenarbeitete; außerdem begleitete er Sänger wie Claude Nougaro. Neben seiner Tätigkeit als Musiker unterrichtete er am CIM in Paris und schrieb das Lehrbuch Methode de Guitare (Edition A. Leduc). Zu seinen Schülern gehörten u. a. Samy Daussat und Lokua Kanza. Er war auch als Komponist von Filmmusik für Michel Legrand aktiv. Im Laufe seiner Karriere arbeitete er außerdem mit Buck Clayton, Léon Francioli, Michel Gaudry, Jef Gilson, The Golden Gate Quartet, Guy Lafitte, Sir Charles Thompson und Sarah Vaughan („Misty“). Im Bereich des Jazz war er zwischen 1956 und 1977 an 76 Aufnahmesessions beteiligt.